# Epicauta thailandica
Epicauta thailandica es una especie de coleóptero de la familia Meloidae.

## Distribución geográfica
Habita en Tailandia.